# Mogens Wöldike
Mogens Anker Wöldike, född 5 juli 1897, död 20 oktober 1988, var en dansk dirigent och organist. Han var under ett halvt sekel en av de mest betydelsefulla personligheterna i danskt musikliv.

## Biografi
Wöldike avlade organistexamen vid Det Kongelige Danske Musikkonservatorium 1916 och studerade vidare för bland andra Thomas Laub och Carl Nielsen. Han blev kantor i Holmens kirke 1919 och organist där 1925. Han var sedan organist i Christiansborgs slottskyrka från 1931 och i Köpenhamns domkyrka 1959–1972.
Wöldike grundade och ledde Palestrinakoret 1922–1925 samt grundade och ledde Københavns Drengekor från 1924. Han dirigerade i Cæciliaforeningens konserter 1931–1937 och blev 1937 ledare för Statsradiofoniets madrigalkor. Åren 1943–1945 var han verksam i Sverige, bland annat som dirigent för Radiokören.
Wöldike var förnyare inom vokal uppförandepraxis av äldre musik och hade stort inflytande inom svenskt körliv under framför allt 1940- och 1950-talen.

## Utmärkelser
- Léonie Sonnings musikpris 1976.
- Utländsk ledamot 306 av Kungliga Musikaliska Akademien den 30 mars 1950.

- Ingenio et arti,  1948[4]
- Kommendör av Dannebrogorden,  1976[4]
- Léonie Sonnings musikpris,  1976[4]
- Riddare av Vasaorden[6]

[Redigera Wikidata]